# کریستی دانکن
کریستی دانکن (انگلیسی: Kirsty Duncan؛ زادهٔ ۳۱ اکتبر ۱۹۶۶) یک سیاست‌مدار اهل کانادا است. او وزیر علوم کانادا است.